# Кюитерова танцуваща скарида
Кюитеровите танцуващи скариди (Rhynchocinetes kuiteri) са вид висши ракообразни от семейство Rhynchocinetidae.